# Sonet 26 (Spenser)
Sonet XXVI [Sweet is the rose, but grows upon a briar] – wiersz największego renesansowego poety angielskiego Edmunda Spensera, najbardziej znany z jego krótszych utworów.

## Charakterystyka ogólna
Sonet XXVI pochodzi ze zbioru liryków miłosnych poety, zatytułowanego Amoretti. Tom ten – obok zbioru Astrofel i Stella Philip Sidney – jest najbardziej wartościowym literacko cyklem sonetowym w literaturze angielskiej epoki elżbietańskiej przed sonetami Szekspira.

## Forma
Omawiany utwór, choć powstały w renesansie, zawiera rozwiązania typowe dla poetyki baroku, przede wszystkim wyliczenie enumerację, wprowadzone konsekwentnym zastosowaniem anafory:
Sweet is the rose, but grows upon a briar;
Sweet is the juniper, but sharp his bough;
Sweet is the eglantine, but pricketh near;
Sweet is the fir-bloom, but his branch rough;
Sweet is the cypress, but his rind is tough;
Sweet is the nut, but bitter is his pill;
Sweet is the broom-flower, but yet sour enough;
And sweet is moly, but his root is ill.
Wiersz został skomponowany pentametrem jambicznym, będącym podstawowym rodzajem wzorca metrycznego w literaturze angielskiej od schyłku średniowiecza. Schemat rymowy sonetu (abab bcbc cdcd ee), odmienny od modelu włoskiego i francuskiego, jest autorskim pomysłem Spensera i nazywa się go jego imieniem, podobnie jak strofę spenserowską ababbcbcc. Oprócz rymów Spenser stosuje aliterację: So every sweet with sour is tempered still.

## Treść
Konceptem wiersza jest nagromadzenie obrazów różnych roślin, które – jak róża, która oprócz pięknych i wonnych kwiatów ma ostre kolce – posiadają oprócz cech pozytywnych, jakąś wadę (jak to się mówi po polsku, łyżkę dziegciu w beczce miodu). Końcowa część utworu zawiera jego podstawową obserwację filozoficzną: So every sweet with sour is tempered still i przesłanie, że nie należy się zniechęcać – zwłaszcza w miłości – początkowymi drobnymi trudnościami. Poeta pisze wprost, że to, co przychodzi z wysiłkiem jest dla nas tym cenniejsze.
So every sweet with sour is tempered still,
That maketh it be coveted the more:
For easy things, that may be got at will,
Most sorts of men do set but little store.
Why then should I account of little pain,
That endless pleasure shall unto me gain!

## Przekład
Sonet Spensera przełożył na język polski i włączył do swojej Antologii liryki angielskiej, wydanej po raz pierwszy na emigracji w 1958 roku, Jerzy Pietrkiewicz.